# Anziehender
Der Anziehende ist beim Schach derjenige Spieler, der die weißen Schachfiguren führt und somit nach den Schachregeln die Partie beginnt. Er heißt so, weil er seinen Halbzug immer als erster vor dem Spieler mit den schwarzen Figuren macht, dieser wird deswegen auch Nachziehender genannt.
Der Vorteil des Weißspielers, die Partie zu beginnen und damit führend die Partiephase der Schacheröffnung zu gestalten, wird auch als Anzugsvorteil bezeichnet. Experten sind sich zwar uneins, inwieweit es sich um einen objektiven Vorteil handelt, doch statistisch gesehen gewinnt Weiß in 37 % der Fälle bei menschlichen Partien, bei Computerpartien in etwa bei 40 % der Fälle, während Schwarz etwa 27 % (Mensch) respektive 29 % (Computer) der Partien für sich entscheidet. Von aktuellen Schach-Programmen wird die Stellung vor dem ersten Zug von Weiß mit ca. +0,2 Bauerneinheiten bewertet. Da die Stellung zu diesem Zeitpunkt absolut symmetrisch ist, entspricht dies dem Anzugsvorteil. Darauf gründet sich die oft geäußerte Maxime, dass Weiß auf Sieg und Schwarz auf Remis spielen solle, die Jewgeni Sweschnikow zugeschrieben wird.
Bei Schachturnieren hängt von der Turnierart ab, wer die weißen und wer die schwarzen Figuren führt. Im Schweizer System werden die Paarungen nach bestimmten Kriterien ausgelost. Dabei wird unter anderem darauf geachtet, dass kein Spieler zweimal hintereinander die gleiche Farbe haben soll. Falls dies doch der Fall ist, wird weiterhin darauf geachtet, dass die Bilanz insgesamt etwa ausgeglichen bleibt.
Im Mannschaftsschach, zum Beispiel im Ligabetrieb, erhalten die Spieler derselben Mannschaft abwechselnd die weißen und schwarzen Figuren. Die Farbvergabe ist davon abhängig, ob es sich um Heimspiele oder Auswärtsspiele handelt. Die Spieler der Heimmannschaft führen an den ungeraden Brettern die schwarzen und an den geraden Brettern die weißen Steine.
Eine davon abweichende Regelung kommt zum Einsatz in Mannschaftswettkämpfen, in denen bei Gleichstand die Berliner Wertung verwendet wird, wie beispielsweise in Pokalwettbewerben mit K.-o.-System. In diesem Fall erfolgt die Farbverteilung in der Regel so, dass die Berliner Wertung keine Entscheidung erbringt, wenn alle Weiß-Spieler (oder alle Schwarz-Spieler) ihre Partien gewinnen.